# Richard Exner
Richard Carl Hugo Exner  (* 13. Mai 1929 in Niedersachswerfen; † 16. Juli 2008 in Berlin) war ein deutschamerikanischer Literaturwissenschaftler, Lyriker und Übersetzer.

## Leben
Richard Exner verbrachte Kindheit und Schulzeit in Darmstadt. Nach seiner Auswanderung in die USA 1950 studierte er an der University of Southern California in Los Angeles Neuere Deutsche Literaturwissenschaft und Komparatistik bei Ludwig Marcuse (B.A. 1951, Ph.D. 1957). Anschließend lehrte er auch an den Universitäten Rochester, Princeton und Oberlin, zuletzt von 1965 bis zu seiner Emeritierung 1991 an der University of California, Santa Barbara. Richard Exner war außerdem Gastprofessor am MIT (1969/1970), an der Stanford University (1973/1974), an der Universität Nizza (1980) und an der University of Western Australia in Perth (1983). Schwerpunkte seiner wissenschaftlichen Tätigkeit waren unter anderem die lebenslange Beschäftigung mit Hofmannsthal, der Essayistik im Allgemeinen und der von Heinrich Mann und Thomas Mann im Besonderen, mit Rainer Maria Rilke und mit deutschsprachiger Lyrik nach dem Zweiten Weltkrieg. Außerdem übersetzte Exner Texte von Robinson Jeffers, Wallace Stevens und William Butler Yeats ins Deutsche, von Heinz Piontek, Günter Bruno Fuchs und Rainer Maria Rilke ins Englische.
Neben seiner literaturwissenschaftlichen Arbeit veröffentlichte Exner zahlreiche Gedichtbände in deutscher Sprache. Karl Krolow charakterisierte den Lyriker Exner „als jemand, der empfindlich intonierte, zunächst leidenschaftliche, neuerdings moderate Verse zu schreiben versteht.[…] Landschaft, Jahreszeit und persönliche Erlebnisse waren [ihm] oft Anlaß zum Schreiben. Bald kam dies Persönliche deutlicher und auch reflexiver, distanzierter zum Ausdruck. Die seinen Arbeiten nachgerühmte ‚persönliche Substanz’ blieb dabei erhalten, verfeinerte und verzweigte sich in der Dämpfung der Tonart“. Krolow hebt weiter Exners „Feinnervigkeit im Gedicht“ hervor und schließt: „[Sein] Klageton ist gesammelt, diskret und von Zurückhaltung geprägt - wie in dem elegisch gestimmten Schlußgedicht ‚Nachgetragen’“:

„ein Glück
 ist erlebt
 indem es verging
 an uns
 die wirs nicht hielten
 […]“

## Auszeichnungen und Ehrungen
- 1967 Guggenheim-Stipendium
- 1968 Fulbright-Stipendium
- 1979 Wahl zum Korrespondierenden Mitglied der Bayerischen Akademie der Schönen Künste
- 1981 Wahl zum Mitglied des Internationalen P.E.N.-Zentrums deutschsprachiger Autoren im Ausland
- 1982 Alma-Johanna-Koenig-Preis für sein Gedicht Nach Auschwitz[3]
- 1985 Ehrengast der Deutschen Akademie Rom Villa Massimo
- 1987 Stipendium der Rockefeller-Stiftung Bellagio Center - Villa Serbelloni
- 1988, 1991, 1995 Aufenthaltsstipendien in der MacDowell Colony in Peterborough (New Hampshire)[4]
- 1990 Aufenthalts-Stipendium des Mishkenot Sha’ananim in Jerusalem
- 2004 Ehrenpreis der Ökumenischen Stiftung Bibel und Kultur für das Lebenswerk[5]

## Wissenschaftliches Werk (Auswahl)
- Hugo von Hofmannsthals 'Lebenslied'. Eine Studie. Winter Verlag, Heidelberg 1964.
- Index Nominum zu Hugo von Hofmannsthals Gesammelten Werken. Lothar Stiehm Verlag, Heidelberg 1976.
- Rudolf Alexander Schröder: Aphorismen und Reflexionen. Auswahl und Nachwort von Richard Exner, Suhrkamp Verlag, Frankfurt am Main 1977.
- Rainer Maria Rilke: Das Marien-Leben. Vorgestellt von Richard Exner. Insel Verlag, Frankfurt am Main 1999, ISBN 3-458-16981-4.

## Lyrisches Werk
- Gedichte. Limes Verlag, Wiesbaden 1956.
- Fast ein Gespräch. Schneekluth Verlag, München 1980.
- Mit rauchloser Flamme. Schneekluth Verlag, München 1982.
- Aus Lettern ein Floß. Schneekluth Verlag, München 1985.
- Ein halber Himmel. Schneekluth Verlag, München 1988.
- Stätten. Ein Gedicht-Zyklus. Edition Toni Pongratz, Hauzenberg 1988.
- Kindermesse. Gedicht-Zyklus. mit Zeichnungen von Mario Schosser, Edition Toni Pongratz, Hauzenberg 1989.
- Die Nacht (Sieben Cantos). Randlage 37/38, Plön 1990.
- Siebenunddreißig Umschreibungen der Nähe und der Entfernung. Lyrische Sätze. mit Zeichnungen von Mario Schosser, Edition Toni Pongratz, Hauzenberg 1991.
- Ein Sprung im Schweigen. Gedichte und Zyklen. Radius-Verlag, Stuttgart 1992.
- Gedichte 1953–1991. Radius-Verlag, Stuttgart 1994, ISBN 3-87173-027-0.
- Das Kind. Sechs Adventsgedichte. Edition Toni Pongratz, Hauzenberg 1995.
- Die Zunge als Lohn. Gedichte 1991–1995. Radius-Verlag, Stuttgart 1996.
- Gedichte. mit Zeichnungen von Jan Wawrzyniak, Radius-Verlag, Stuttgart 1998, ISBN 3-87173-176-5.
- ZwischenZeit. Gedichte. vom Autor selbst gelesen, an der Harfe Nora Sander, Verlag Sankt Michaelsbund, München, 2000 (Hörbuch)
- Ufer. Gedichte 1996–2003. Radius-Verlag, Stuttgart 2003, ISBN 3-87173-266-4.
- Stele. Gedicht. Edition Toni Pongratz, Hauzenberg 2004, ISBN 3-931883-36-1.
- Untereinander. Gedichte aus dreißig Jahren. Verlag Sankt Michaelsbund, München 2004, ISBN 3-920821-44-0.
- Der Garten dahinter. Denklingen 2004, ISBN 3-931798-25-9.
- Bei nachlassendem Licht. Denklingen 2005, ISBN 3-931798-28-3.
- Erinnerung an das Licht. Gedichte 2003–2006. Edition Toni Pongratz, Hauzenberg 2007, ISBN 978-3-931883-52-3.
- Das ganze Leben. Späte Gedichte. Edition Toni Pongratz, Hauzenberg 2009, ISBN 978-3-931883-68-3.

### Kompositionen nach Texten von Richard Exner (Auswahl)
- Alois Bröder: … wie große Vögel ihre Beute schlagen. Für gemischten Chor a cappella, nach einem Text von Richard Exner, 1994.
- ders.: Left Silence. Fünf Lieder für Mezzosopran und großes Orchester, nach Texten von Richard Exner, Edition Gravis, Bad Schwalbach 2002.
- Robert M. Helmschrott: Vollendung. Drei Lieder für Stimme und Klavier, nach Texten von Richard Exner, 1993.
- ders.: Begegnung. Sieben Chorlieder für gemischten Chor a cappella, B. Schott’s Söhne, Mainz 1994.
- ders.: Menschenzeit. Fünf Chorlieder für gemischten Chor a cappella, nach Texten von Richard Exner, Schott’s Chorverlag, Mainz 1996.